# ستارتیا (میسیسیپی)
ستارتیا (به انگلیسی: Satartia) روستایی در ایالت میسیسیپی کشور ایالات متحده آمریکا است که جمعیت آن در سرشماری سال ۲۰۱۰ میلادی، ۵۵
نفر بوده‌است.